# Абсолютно новий герой
«Абсолютно новий герой» (англ. A Brand New Hero) — американська короткометражна кінокомедія Роско Арбакла 1914 року.

## У ролях
- Роско «Товстун» Арбакл — Бродяга
- Мінта Дарфі
- Генк Манн